# Wulsbüttel
Wulsbüttel – dzielnica gminy samodzielnej Hagen im Bremischen w Niemczech, w kraju związkowym Dolna Saksonia, w powiecie Cuxhaven. Do 31 grudnia 2013 jako samodzielna gmina wchodziła w skład gminy zbiorowej Hagen.